# Pietro Aradori
Pietro Aradori (* 9. Dezember 1988 in Brescia, Lombardei) ist ein italienischer Basketballspieler. Aradori gewann mit Montepaschi Siena zweimal die italienische Meisterschaft und war als Nationalspieler Teilnehmer am EM-Endrundenturnier 2013.

## Karriere
Aradori wuchs in den Nachwuchsmannschaften aus Lumezzane und bei Unione Cestistica aus Casalpusterlengo heran, wo er zunächst noch mit dem gleichaltrigen späteren NBA-Profi Danilo Gallinari zusammenspielte. In der Saison 2005/06 hatte Aradori erste Einsätze in der Herrenmannschaft, die damals in der drittklassigen Serie B spielte. Zur Saison 2006/07 wechselte der Junioren-Nationalspieler und zweitbeste Scorer der U18-Europameisterschaft eine Spielklasse höher zu Andrea Costa aus Imola in die zweite professionelle Spielklasse Legadue. Imola, im Vorjahr noch Sechster nach der Hauptrunde, erreichte jedoch nur den vorletzten Tabellenplatz am Saisonende und schaffte den Klassenerhalt nur durch den Rückzug anderer Mannschaften. Aradori gehörte mit 18 Jahren zu den treffsichersten Schützen der Spielklasse und wurde für die Saison 2007/08 vom Rekordmeister Olimpia Armani aus Mailand verpflichtet. In der höchsten Spielklasse Lega Basket Serie A hatte er dann jedoch gewisse Anlaufschwierigkeiten und kam auf knapp zehn Minuten Einsatzzeit pro Spiel. Ende Februar 2008 wechselte er zum Ligakonkurrenten Virtus Lottomatica in die Hauptstadt Rom, wo er jedoch ebenfalls nur Ergänzungsspieler bis Saisonende blieb. In der Play-off-Finalserie um die Meisterschaft verlor Rom gegen Titelverteidiger Montepaschi Siena.
Zur Saison 2008/09 wechselte Aradori zu Angelico aus Biella in den Piemont, die sich auf den siebten Platz verbesserten und erst zum zweiten Mal in der Vereinsgeschichte die Play-offs um die Meisterschaft erreichten. In der ersten Play-off-Runde konnte Biella die letzten beiden Spiele gewinnen und überraschend noch Vizemeister Rom bezwingen, um dann in der Halbfinalserie mit dem Hauptrundensechsten Mailand gegen eine weitere ehemalige Mannschaft des jungen Aradori auszuscheiden. Bei einer Einsatzzeit von knapp 16 Minuten pro Spiel und durchschnittlich knapp sieben Punkten war er nun mit 20 Jahren bereits ein wichtiger Bestandteil der Rotation der eingesetzten Spieler. Damit gehörte er jetzt auch zum erweiterten Kader der italienischen Herren-Nationalmannschaft. In der folgenden Saison erzielte Aradori knapp 17 Punkte pro Spiel und war mit 469 Punkten bereits der Topscorer der Serie A mit den meisten erzielten Punkten in den Spielen der regulären Saison und wurde als bester Nachwuchsspieler (U22) der Liga ausgezeichnet. Im Eurocup 2009/10 gewann die Mannschaft vier von sechs Spielen in der Vorrunde und den direkten Vergleich gegen den späteren deutschen Meister Brose Baskets, doch eine hohe Auswärtsniederlage bei ČEZ Nymburk bedeutete im Dreiervergleich das frühzeitige Ausscheiden aus dem Wettbewerb. In der nationalen Meisterschaft hatte Biella den Verlust von Reece Gaines und James Gist, die den Verein verlassen hatten, nicht gleichwertig kompensieren können und erreichte mit dem italienerfahrenen deutschen Nationalspieler Sven Schultze nur noch den vorletzten Tabellenplatz, der in der um eine Mannschaft verringerten Liga zum Klassenerhalt reichte.
Zur Saison 2010/11 wurde Aradori vom Serienmeister Montepaschi aus Siena verpflichtet, mit dem er auch in den höchstrangigen europäischen Vereinswettbewerb EuroLeague 2010/11 zurückkehrte, in dem er bereits in der Saison 2007/08 für Mailand erste Einsätze hatte. Die Mannschaft spielte eine gute Saison in diesem Wettbewerb und schlug in den Viertelfinal-Play-offs den vormaligen Finalisten Olympiakos Piräus. Beim Final-Four-Turnier verlor man jedoch im Halbfinale gegen den späteren Titelgewinner Panathinaikos Athen und konnte sich im „kleinen Finale“ nur noch den dritten Platz sichern. In nationalen Wettbewerben verteidigte die Mannschaft das Double aus Titelgewinn in Meisterschaft und Pokalwettbewerb aus dem Vorjahr. Dies gelang auch in der darauffolgenden Spielzeit, als die Mannschaft in den Viertelfinal-Play-offs der EuroLeague 2011/12 erneut auf Olympiakos traf, die sich diesmal jedoch durchsetzten und später den Titel in diesem Wettbewerb gewannen. Trotz guter Wurfquoten hatte Aradoris Einsatzzeit in der europäischen Spitzenmannschaft bei weniger als 20 Minuten Einsatzzeit pro Spiel gelegen und zur folgenden Spielzeit 2012/13 wechselte er zum Pokalfinalisten und Traditionsverein aus Cantù am Fuß der Alpen. Mit der Mannschaft gewann er zu Saisonbeginn die Supercoppa und erreichte vor heimischem Publikum die Qualifikation zur EuroLeague 2012/13, in der die Mannschaft nach drei Siegen in zehn Spielen nach der Vorrunde ausschied. Auch in der Meisterschaft kam man nur auf dem siebten Platz in die Play-offs, in denen man jedoch in der ersten Runde den Zweiten Banco di Sardegna Sassari in sieben Spielen bezwingen konnte. In der gleichen Anzahl der Spiele verlor man jedoch die Halbfinalserie gegen Virtus Acea Rom. Beim EM-Endrundenturnier 2013 war Aradori nun auch erstmals in einem Endrundenkader der Herren-Nationalmannschaft vertreten, als die Mannschaft in der Vorrunde überzeugte und alle fünf Spiele gewann. Anschließend gelang nur noch ein Sieg im letzten Gruppenspiel der Zwischenrunde gegen Titelverteidiger Spanien und nach weiteren Niederlagen im Viertelfinale und den Platzierungsspielen verpasste man auch die Teilnahme an der Basketball-Weltmeisterschaft 2014. Im Eurocup 2013/14 scheiterte Cantù sehr knapp und unter dramatischen Umständen mit einem Punkt Unterschied im letzten Gruppenspiel der Zwischenrunde im direkten Vergleich gegen den deutschen Vertreter ratiopharm Ulm und schied aus. In der Meisterschaft kam mit einer besseren Ausgangssituation als Dritter in die Play-offs, verlor in der ersten Play-off-Runde gleich alle drei Spiele und blieb ohne Sieg beim erneuten Ausscheiden gegen Vizemeister Rom.
Zur Saison 2014/15 ging Aradori erstmals ins Ausland und wechselte in die Türkiye Basketbol Ligi zum dortigen Vizemeister Galatasaray aus Istanbul. Dort blieb er jedoch nur bis Dezember 2014, bevor Aradori, ebenso wie Nathan Jawai, seinen Vertrag mit dem finanziell angeschlagenen Verein wieder auflöste. Daraufhin wechselte er zum Club Estudiantes nach Madrid.